# Calamus moti
Calamus moti là loài thực vật có hoa thuộc họ Arecaceae. Loài này được F.M.Bailey mô tả khoa học đầu tiên năm 1899.

## Gallery

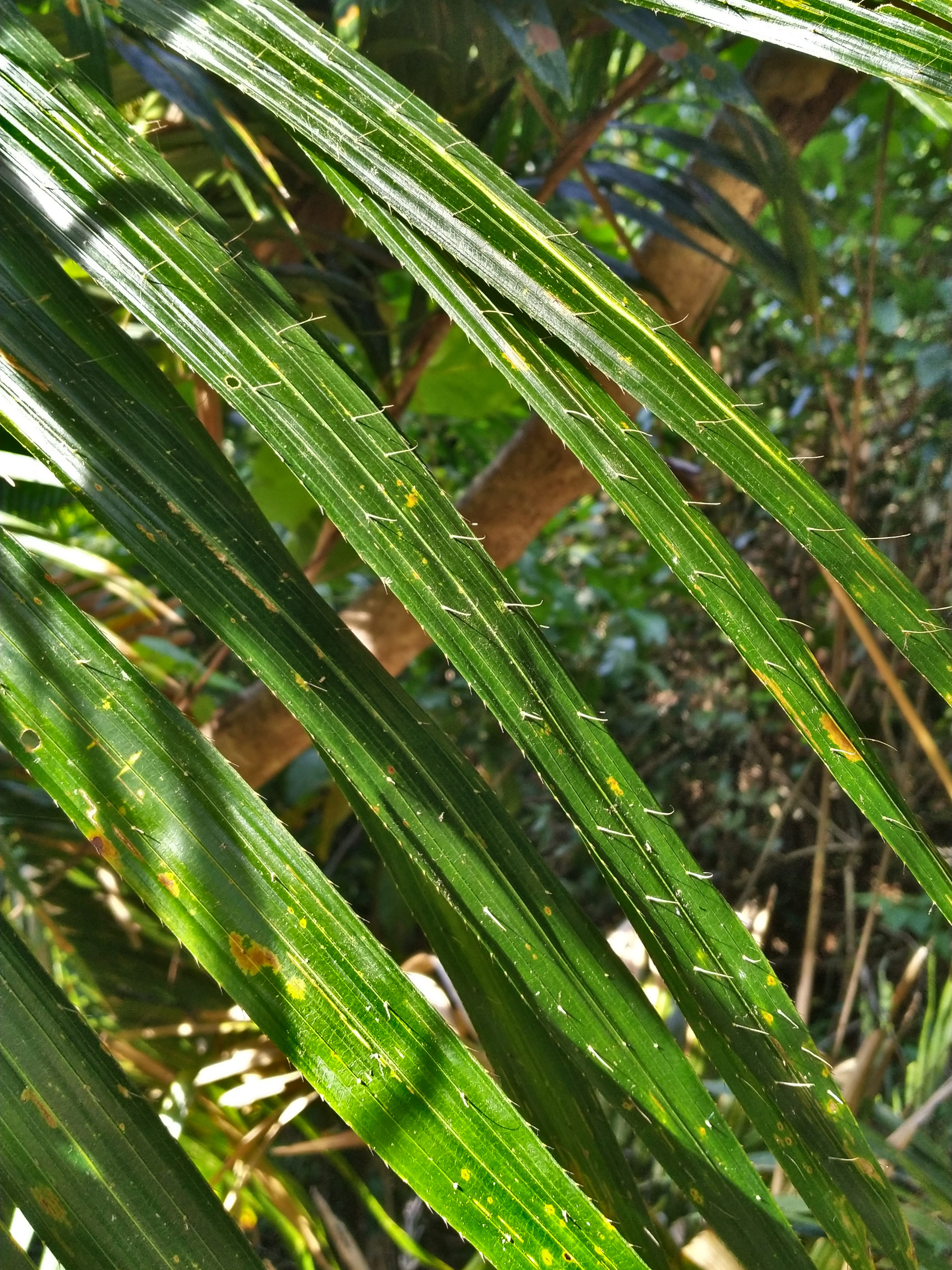
Leaflets showing needle-like spines on upper leaf surface
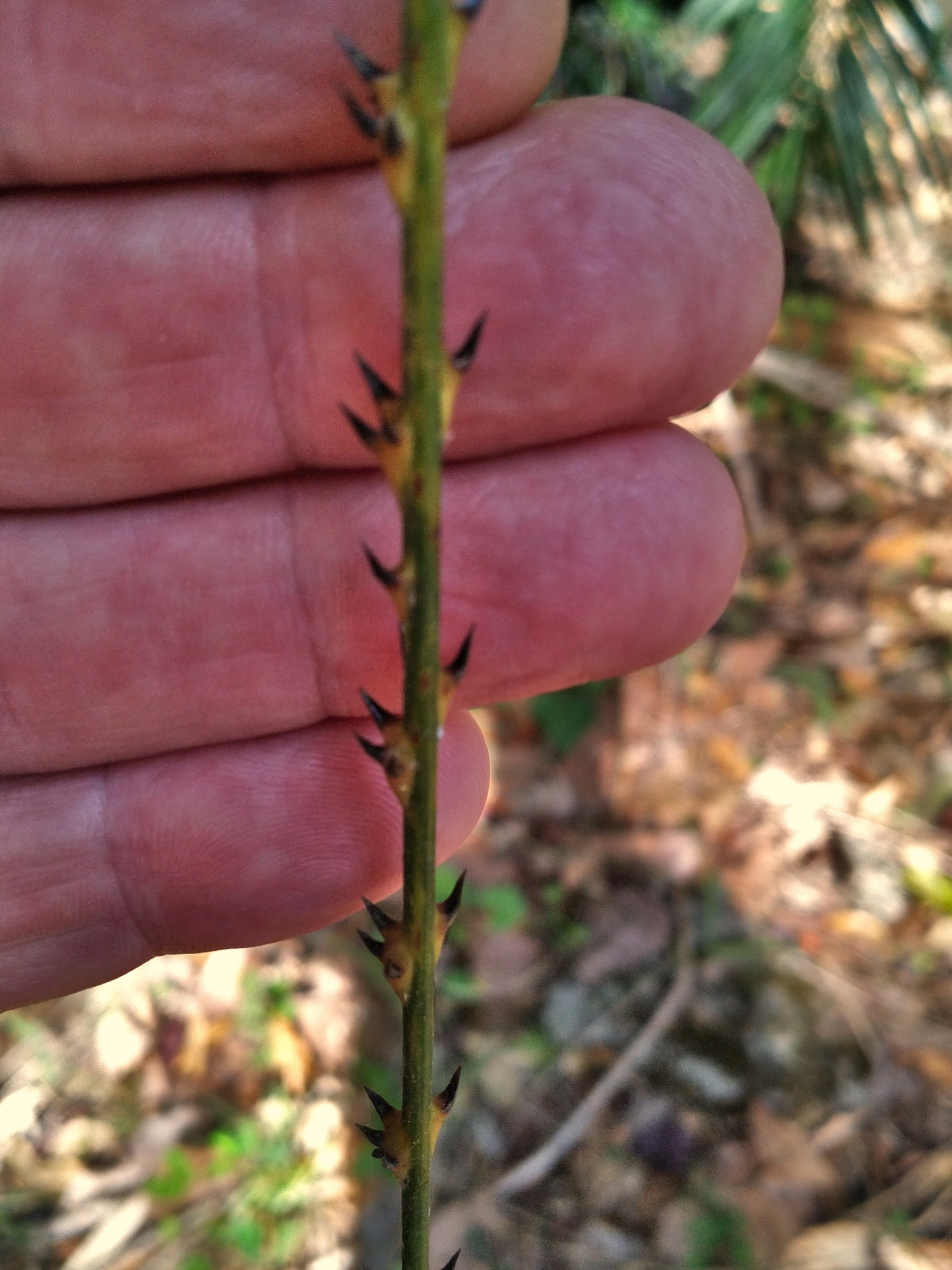
Flagellum showing sharp recurved barbs
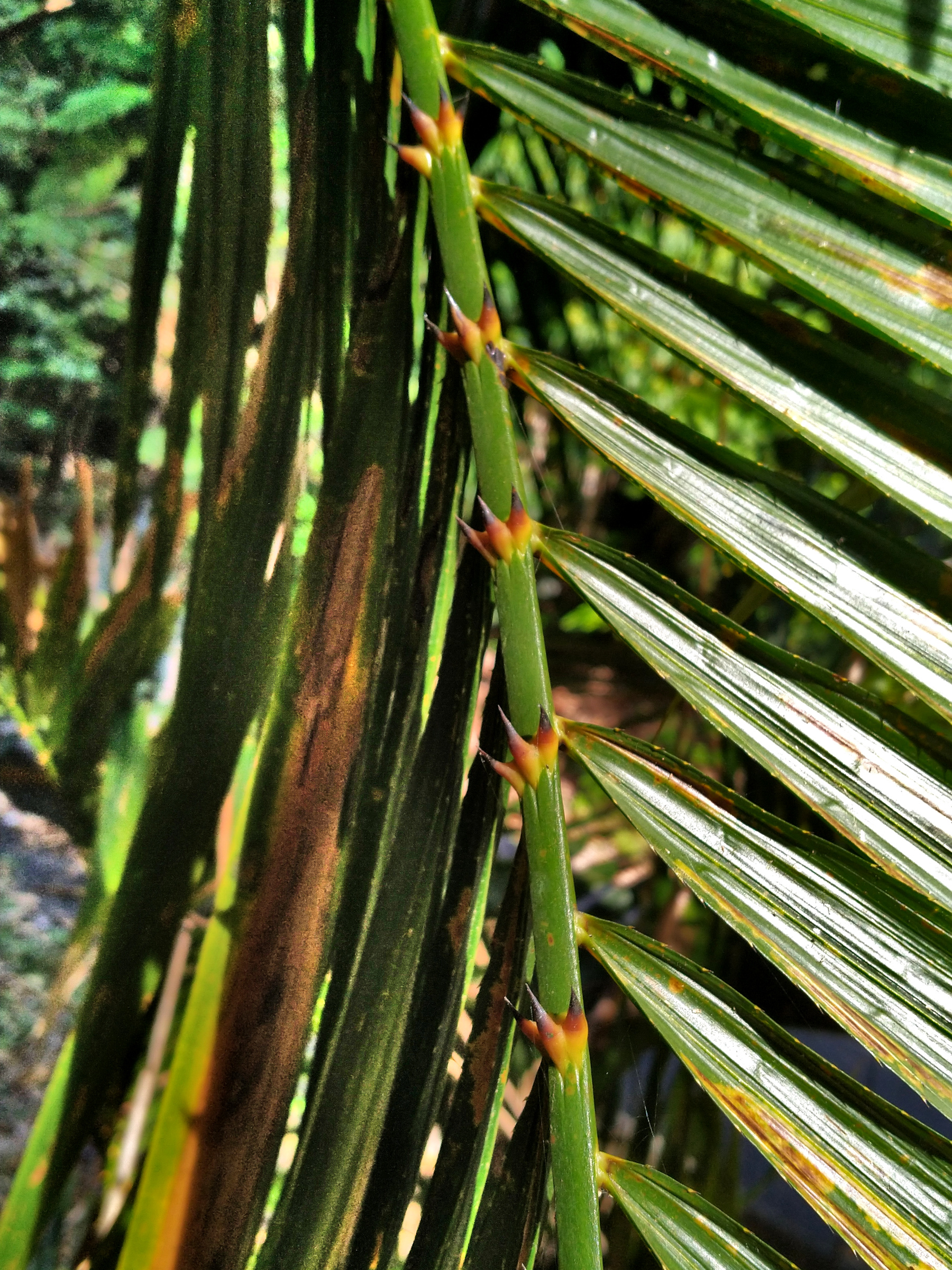
Underside of the rachis with stout barbs
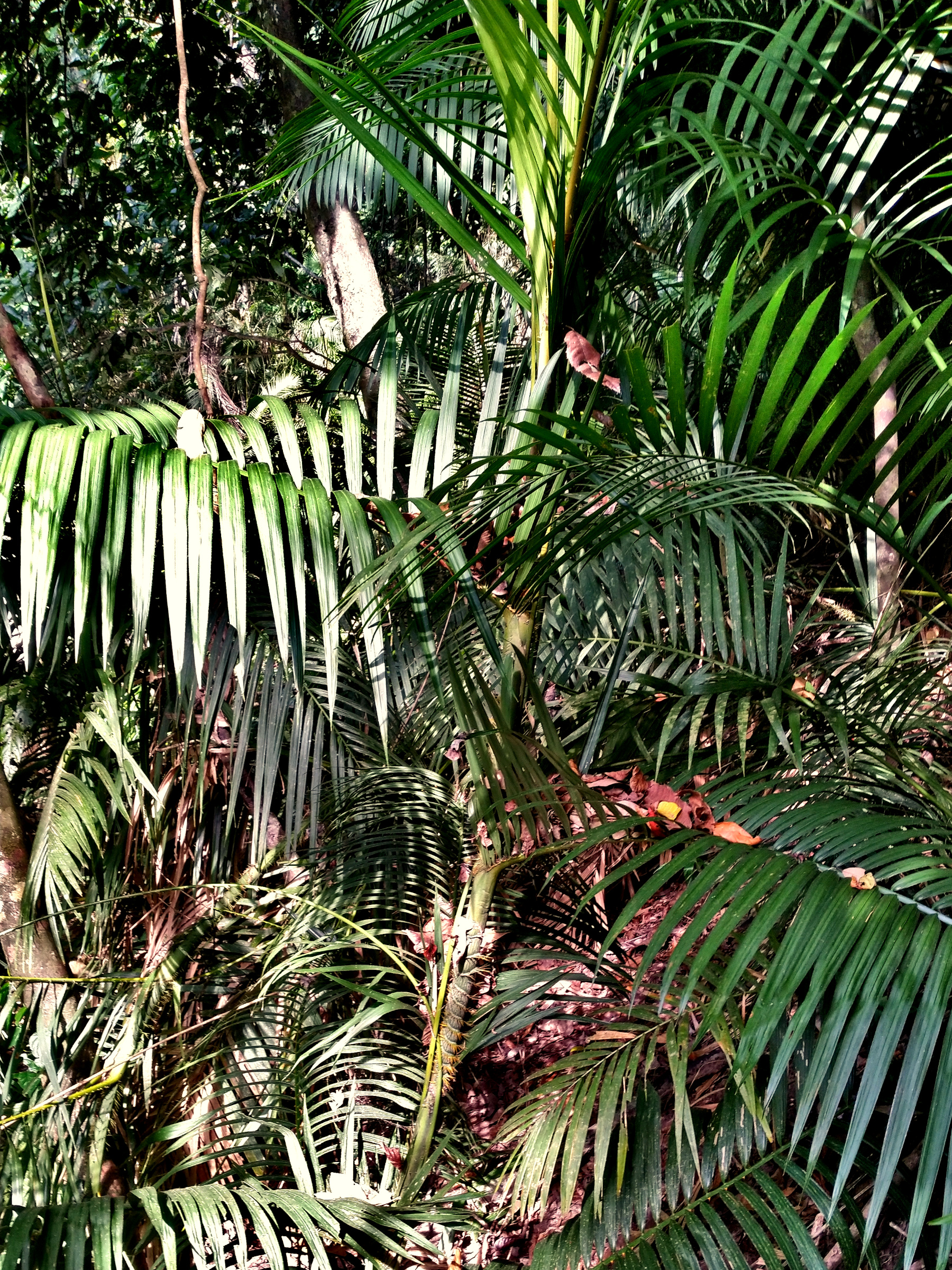
Habit